# JayVaughn Pinkston
JayVaughn Pinkston, (nacido en Brooklyn, Nueva York, 27 de noviembre de 1991) es un baloncestista estadounidense que pertenece a la plantilla del KTP Basket Kotka de la Korisliiga. Su estatura es de 2,01, y juega en la posición de ala-pívot .

## Trayectoria deportiva
Recibió su formación deportiva en el equipo Villanova Wildcats. Después de su ciclo universitario, el jugador vivió su primera experiencia profesional en Europa, concretamente en las filas del Pallacanestro Mantovana de la Lega Due Gold. Los éxitos cosechados por Pinkston en dicha liga le valieron un fichaje por el KKK MOSiR Krosno, formación en la que promedió 18 puntos por encuentro en la Polska Liga Koszykówki.
En noviembre de 2018, Pinkston fue fichado por el Kolossos Rodou BC de la A1 Ethniki.